# عصب سرینی پایینی
عصب سُرینی پایینی یا عصب گلوتئال تحتانی (انگلیسی: Inferior gluteal nerve) از طریق سوراخ سیاتیک بزرگ و زیر ماهیچه گلابی‌شکل (پیریفورمیس) از لگن خارج شده و ماهیچه سرینی بزرگ (گلوتئوس ماگزیموس) را عصب می‌دهد.